# Czeski Kościół Apostolski
Czeski Kościół Apostolski (cs. Apoštolská církev) – chrześcijański kościół zielonoświątkowy działający w Czechach, wchodzący w skład Światowej Wspólnoty Zborów Bożych. Kościół Apostolski w Czechach liczy 7040 wiernych na terytorium Czech w 41 zborach. Kościół został zatwierdzony i zarejestrowany przez państwo w 1989 roku po latach pracy w ukryciu, związanych z prześladowaniami ze strony rządu komunistycznego. W tych nowych warunkach Kościół Apostolski rozpoczął oficjalną działalność, co spowodowało znaczny wzrost członkostwa, intensywny proces tworzenia nowych kościołów, rozwój działalności misyjnej, tworzenia własnych instytucji edukacyjnych i służbowych. Kościół współpracuje także ze Słowackim Kościołem Apostolskim.